# Droga krajowa nr 53 (Polska)
Droga krajowa nr 53 – droga krajowa klasy GP oraz klasy G o długości ok. 123 km, leżąca na obszarze województw warmińsko-mazurskiego i mazowieckiego. Trasa ta łączy Olsztyn i Różan. Najtrudniejszy dla kierowców jest kręty odcinek pomiędzy Olsztynem a Szczytnem.

## Klasa drogi
Trasa posiada parametry klasy GP na odcinku Olsztyn – Szczytno – Rozogi, zaś parametry klasy G na odcinku Rozogi – Myszyniec – Ostrołęka.

## Historia numeracji
Trasa posiada obecny numer od 14 lutego 1986 roku. Nieznane jest wcześniejsze oznaczenie – na ówczesnych mapach i atlasach drogowych arterię oznaczano jako tzw. drogę drugorzędną, bez podawania jej numeru.

## Dopuszczalny nacisk na oś
Od 13 marca 2021 roku na drodze dozwolony jest ruch pojazdów o nacisku pojedynczej osi napędowej do 11,5 tony.

### Do 13 marca 2021
Wcześniej na całej długości drogi dopuszczalny był ruch pojazdów o nacisku pojedynczej osi nie przekraczającym 8 ton.

## Miejscowości, przez które przebiega droga krajowa nr 53
- Olsztyn (droga krajowa nr 16, droga krajowa nr 51)
- Klewki
- Pasym
- Szczytno (droga krajowa nr 57, droga krajowa nr 58) - obwodnica planowana w ramach Programu 100 Obwodnic
- Rozogi (droga krajowa nr 59)
- Dąbrowy
- Myszyniec
- Wydmusy
- Kadzidło
- Dylewo
- Ostrołęka
- Różan (droga krajowa nr 60, droga krajowa nr 61)[10]